# Sandra Dee
Sandra Dee (23 tháng 4 năm 1942 - 20 tháng 2 năm 2005), nguyên danh Aleksandra Zak (tiếng Nga: Александра Зак), là một nữ minh tinh điện ảnh Mỹ.

## Phim đã diễn xuất
| Năm     | Tên                               | Vai diễn                        | Notes                                                                       |
| ------- | --------------------------------- | ------------------------------- | --------------------------------------------------------------------------- |
| 1957    | The Snow Queen                    | Gerda                           | Voice: English version                                                      |
| 1957    | Until They Sail                   | Evelyn Leslie                   |                                                                             |
| 1958    | The Reluctant Debutante           | Jane Broadbent                  |                                                                             |
| 1958    | The Restless Years                | Melinda Grant                   | Alternative title: The Wonderful Years                                      |
| 1959    | A Stranger in My Arms             | Pat Beasley                     | Alternative title: And Ride a Tiger                                         |
| 1959    | Gidget                            | Gidget (Frances Lawrence)       |                                                                             |
| 1959    | Imitation of Life                 | Susie (at age 16)               |                                                                             |
| 1959    | The Wild and the Innocent         | Rosalie Stocker                 |                                                                             |
| 1959    | A Summer Place                    | Molly Jorgenson                 |                                                                             |
| 1960    | Portrait in Black                 | Cathy Cabot                     |                                                                             |
| 1961    | Romanoff and Juliet               | Juliet Moulsworth               | Alternative title: Dig That Juliet                                          |
| 1961    | Tammy Tell Me True                | Tambrey "Tammy" Tyree           |                                                                             |
| 1961    | Come September                    | Sandy Stevens                   |                                                                             |
| 1962    | If a Man Answers                  | Chantal Stacy                   |                                                                             |
| 1963    | Tammy and the Doctor              | Tambrey "Tammy" Tyree           |                                                                             |
| 1963    | Take Her, She's Mine              | Mollie Michaelson               |                                                                             |
| 1964    | I'd Rather Be Rich                | Cynthia Dulaine                 |                                                                             |
| 1965    | That Funny Feeling                | Joan Howell                     |                                                                             |
| 1966    | A Man Could Get Killed            | Amy Franklin                    | Alternative title: Welcome, Mr. Beddoes                                     |
| 1967    | Doctor, You've Got to Be Kidding! | Heather Halloran                |                                                                             |
| 1967    | Rosie!                            | Daphne Shaw                     |                                                                             |
| 1970    | The Dunwich Horror                | Nancy Wagner                    |                                                                             |
| 1971–72 | Night Gallery                     | Ann Bolt Millicent/Marion Hardy | 2 episodes                                                                  |
| 1972    | The Manhunter                     | Mara Bocock                     | Television movie                                                            |
| 1972    | The Daughters of Joshua Cabe      | Ada                             | Television movie                                                            |
| 1972    | Love, American Style              | Bonnie Galloway                 | Segment "Love and the Sensuous Twin"                                        |
| 1972    | The Sixth Sense                   | Alice Martin                    | Episode: "Through a Flame Darkly"                                           |
| 1974    | Houston, We've Got a Problem      | Angie Cordell                   | Television movie                                                            |
| 1977–83 | Fantasy Island                    | Francesca Hamilton              | Television movie Margaret Winslow Episode: "Eternal Flame/A Date with Burt" |
| 1978    | Police Woman                      | Marie Quinn                     | Episode: "Blind Terror"                                                     |
| 1983    | Lost                              | Penny                           |                                                                             |
| 1994    | Frasier                           | Connie (voice only)             | Episode: "The Botched Language of Cranes"                                   |